# Josef Szeiler
Josef Szeiler (* 7. August 1948 in Sankt Michael im Burgenland) ist ein österreichischer Theaterregisseur. Als Mitbegründer der Theatergruppe TheaterAngelusNovus ist er vor allem für seine experimentelle Herangehensweise an Texte von Heiner Müller, Bertolt Brecht, Homer und antike Dramen bekannt.

## Übersicht
Josef Szeiler wurde in Sankt Michael im Burgenland geboren. Ende der 1970er Jahre war er als Hospitant für Benno Besson an der Volksbühne Berlin tätig, wo er den Dramatiker Heiner Müller kennenlernte, woraus sich eine enge persönliche Freundschaft und lange Zusammenarbeit entwickelte.
Josef Szeilers erste eigenständige Theaterarbeit in Wien hatte Heiner Müllers Text Die Schlacht zugrunde. Aus dieser Arbeit heraus entwickelte sich die Gründung der Gruppe TheaterAngelusNovus, die ihre Theaterarbeit in erster Linie als kontinuierlichen Prozess der Selbstverständigung anhand theatraler Fragestellungen verstand und nicht in der Erstellung von Theaterproduktionen die einem Publikum in einem herkömmlichen Rahmen als fertig präsentiert werden. Dennoch gab es regelmäßig auch öffentlich zugängliche Projekte, wie etwa HomerLesen das 1986 im Künstlerhaus Wien stattfand, bei dem die Ilias in ihrer vollen Länge in parallel sowohl in Deutsch von Mitgliedern der Gruppe und Besuchern und auch im griechischen Original gelesen wurde.
Nach Auflösung der Gruppe 1988 leitete Josef Szeiler unterschiedliche Projekte, wie „FatzerMaterial. Vom Theater ist daher zu Sagen, was man vom Körper sagt“ in Zusammenarbeit mit Monika Meister am Institut für Theaterwissenschaft an der Universität Wien, das Fragen theatraler Dokumentation zum Schwerpunkt hatte, oder HamletMaschine.TokioMaterial, eine Parallelproduktion von Heiner Müllers Hamletmaschine zu einer japanischen Produktion von Shakespeares Hamlet in Tokio. 1995 inszenierte er am Berliner Ensemble Heiner Müllers Philoktet, „die letzte Theaterarbeit, die Heiner Müller sieht“.
Szeiler war 1998 Mitbegründer der Gruppe Theaterkombinat Wien, die unter anderem 1999–2000 MassakerMykene im Schlachthof Sankt Marx in Wien produzierte.
2007 produzierte Josef Szeiler mit der im Vorjahr gegründeten Gruppe „Konfiguration – Jenseits des Todes“ eine Theaterarbeit in der Wiener Stadt des Kindes die alle Antikentexte Heiner Müllers zur Grundlage hatte, als Teilprojekt einer vollständigen Erarbeitung aller Texte Heiner Müllers die bereits für 1996 geplant war aber infolge des Todes des Autors nicht zustande kam.

## Postdramatisches Theater
Ein wesentlicher Ansatzpunkt Josef Szeilers ist der prinzipielle Umgang mit Zeit unter der Prämisse, dass der gewohnte Rhythmus theatraler Produktionen (2–3 Monate Erarbeitung, zweistündige Abendvorstellungen) mehr dazu dient soziale Verhältnisse zu bestätigen als Fragen aufzuwerfen. Darüber hinaus sind die Arbeiten von der Aufhebung der Trennung von Zuschauer und Schauspieler geprägt, als konsequente Weiterführung des Lehrstückansatzes von Bertolt Brecht. Obwohl pädagogische Aspekte ihren Niederschlag finden, ist Szeilers Arbeit (im Gegensatz etwa zur Arbeit Augusto Boals oder Reiner Steinwegs) weitgehend von einem ästhetischen Anspruch geprägt, in der Architektur und die Auseinandersetzung mit dem menschlichen Körper und dem theatralen Raum eine wesentliche Rolle spielen. Produktionsstätten waren zum Beispiel eine Reparaturhalle der Österreichischen Bundesbahnen oder der Schlachthof St. Marx in Wien.
Der deutsche Theaterwissenschaftler Hans-Thies Lehmann identifizierte die Arbeit von TheaterAngelusNovus und Josef Szeiler als eines der wesentlichen Beispiele postdramatischen Theaters, in dem nicht mehr die Präsentation des dramatischen Textes, sondern Selbstreflexion des Mediums Theater im Mittelpunkt stehen. Als andere Beispiele postdramatischen Theaters sind unter anderem Robert Wilson, Jan Fabre, Robert Lepage, Frank Castorf, La Fura dels Baus und die Wiener Aktionisten erwähnt.

## Theater als Kunst des Sozialen
Ein anderer wesentlicher Ansatzpunkt Josef Szeilers ist die Entwicklung des theatralischen Chores, abgeleitet von der Antike. Anders als im musikalischen Chor, der durch die Musik und gewöhnlich einem zentralen Leiter zusammengehalten wird, wird der Chor hier als ein homogener Organismus gesehen, der aus sich heraus, in Reaktion zur gegenwärtigen Situation seine Aufstellung immer neu findet. Im Gegensatz zum dirigierten Chor verlangt dies die Fähigkeit der Choreuten, sich individuell stets neu mit der Gruppe zu Synchronisieren und die bestmögliche individuelle Position oder Bewegung zu finden. Die Herangehensweise in konkreten Produktionen wurde mit der von Fußballspielern verglichen, die Aufstellungen und Bewegungsabläufe im Training praktizieren, die dann im Match stets neu gefunden und der gegenwärtigen Situation angepasst werden müssen.

## Arbeiten
- Heiner Müller, Die Schlacht

Mit TheaterAngelusNovus (1981 – 1988)
- Samuel Beckett, Endspiel
- Heiner Müller, HamletMaschine
- Aischylos, Prometheus (1983)
- Bertolt Brecht, FatzerMaterial – Fragment (1985)
- 3-Jahres-Projekt ORESTIE (1986-1988):
  - Teil 1 – HomerLesen
  - Teil 2 – Tod des Hektor
  - Teil 3 – Wien/Moskau/Chabarowsk/Moskau/Wien (Theaterarbeit in der Transsibirischen Eisenbahn)

Ohne kontinuierliche Gruppe
- FatzerMaterial –Theater/Dokumentationsarbeit am Institut für Theaterwissenschaft der Universität Wien (1988/89).
- Menschenmaterial 1. Die Maßnahme. Theaterarbeit in der Akademie der Künste zu Berlin (1990).
- Heiner Müller: Hamletmaschine. Theaterarbeit von Josef Szeiler in Tokyo (1992).
- Heiner Müller: Philoktet (Berliner Ensemble 1995).

Mit Theaterkombinat Wien
- MassakerMykene (1999 – 2000)

Mit Konfiguration Jenseits des Todes
- Jenseits des Todes - hm3 (2007)